# Baeus
Baeus is een geslacht van vliesvleugelige insecten van de familie Scelionidae.

## Soorten
- B. castaneus Kieffer, 1908
- B. mirandus Kononova, 1999
- B. rufus Kononova & Fursov, 1999
- B. seminulum Haliday, 1833